# 任国荃
任国荃（1958年9月—），河北唐山人，中国人民解放军少将军衔，主任医师，研究生学历。

## 生平
1977年入伍，曾历任总后勤部卫生部卫生部药品仪器检验所业务处处长、药品器材局助理员、副局长、局长、总后勤部卫生部保健局局长、解放军总医院医务部主任、副院长，2012年任总后勤部卫生部部长，2015年任解放军总医院院长。参加过香港驻军医院和小汤山医院筹建，军队医疗服务保障体系论证与建设，对外医疗和维和援助，2008年北京奥运会、汶川和玉树抗震救灾等重大行动医疗保障工作。
2010年晋升中国人民解放军少将。